# Mercatorpark
Het Mercatorpark is een park in de Belgische stad Sint-Niklaas. Het is vernoemd naar de cartograaf Gerard Mercator.

## Ligging
Het park ligt in de Stationswijk, tussen verschillende musea, met name het Curiosum, het Mercatormuseum en het SteM Zwijgershoek. Het is te bereiken via de Zamanstraat en via Zwijgershoek.

## Geschiedenis
Oorspronkelijk was het park de tuin van het Huis Janssens. In de toekomst worden de Stedelijke Musea (SteM) hernoemd naar Musea Aan het Park (MAP), verwijzend naar de ligging aan het Mercatorpark.